# Alex Carozzo
Alex Carozzo (Genova, 1932) è un navigatore, velista, scrittore e marinaio italiano, considerato il pioniere tra i navigatori e velisti oceanici italiani in solitario. È autore di libri e articoli sulle sue imprese e ha tradotto libri di navigatori internazionali.

## Biografia
Nasce a Genova nel 1932 ma, ancora in fasce, si trasferisce con la famiglia a Venezia, città che considera d'adozione e dove frequentò l’Istituto nautico. Terminati gli studi entrò nella Marina Mercantile come ufficiale di rotta, venendo imbarcato su navi da carico e petroliere. Si avvicinò per la prima volta al mondo della vela alla fine degli anni quaranta, frequentando la Compagnia della Vela di Venezia, senza partecipare a corsi della scuola di navigazione a vela e imparando da autodidatta.
Nel 1965 divenne il primo italiano ad attraversare un oceano in solitaria, e il primo ad attraversare l'Oceano Pacifico, circa 5.500 miglia, su una barca a vela in solitario, da Tokyo a San Francisco. Un'impresa che nessuno prima di allora era riuscito a portare a termine. Nel 1968 il nome di Carozzo ebbe risalto internazionale nel mondo della vela: definito dalla stampa dell'epoca come il Chichester d'Italia, fu il primo italiano a partecipare alle prime grandi traversate oceaniche in solitario del secolo come l'OSTAR e la Golden Globe Race, che fino ad allora sembravano essere alla portata dei navigatori inglesi e francesi, sfidando in oceano le più grandi leggende della vela internazionali dell'epoca, come Éric Tabarly, Robin Knox-Johnston e Bernard Moitessier.
Carozzo nella sua intensa carriera è detentore di altri primati, tra cui si ricorda: nel 1966 primo italiano a partecipare a una regata oceanica per multiscafi partecipando alla Transpac; primo ad attraversare l’Atlantico con un Topo, imbarcazione tipica dell’Adriatico; nel 1990 riuscì a ripercorre la rotta di Colombo: 3800 miglia partendo dalle Canarie a San Salvador a bordo di Zentime, una scialuppa di salvataggio di 6 metri recuperata dalla demolizione a Las Palmas e armata con vele e pezzi recuperati, con nessuna tecnologia, ma il solo utilizzo di un sestante e un fornelletto per scaldare l’acqua. La traversata è raccontata nel libro Zentime Atlantico.

## Opere
- Qualsiasi oceano va bene, Mursia, Milano, 1968
- Zentime Atlantico. L'incredibile traversata del primo navigatore solitario italiano: La rotta di Cristoforo Colombo con una scialuppa di salvataggio, A&A Editori, Milano, 1990, Nutrimenti, Roma, 2008
- La mia lunga storia con il mare, Il Frangente, Verona, 2021
- Alex Carozzo: SOS. Solo e malato in mezzo all'oceano, La Domenica del Corriere, 1968
- John Groser, Avventura Atlantica, Mursia, Milano, 1969 (Traduzione di Alex Carozzo)
- Sir Francis Chichester, Gipsy Moth: Il giro del mondo a vela., Mursia, Milano, 1967 (Traduzione e presentazione di Alex Carozzo)
- Joshua Slocum, Solo intorno al mondo & Viaggio della libertade, Mursia, Milano, 1970 (Traduzione di Alex Carozzo)

## Filmografia

### Come Attore
- Nostos - Il ritorno, 1989.

### Documentari
- Deep Water - La folle regata, 2006. (Nel documentario, Alex Carozzo viene citato come "l'italiano", ed è visibile nelle sole immagini di repertorio dell'epoca.)